# Gabriel de Bessonies
Ne doit pas être confondu avec Gabriel Soulacroix (chanteur).
Gabriel de Bessonies, né le 27 avril 1859 à Melun et mort le 4 février 1913 en son domicile dans le 1er arrondissement de Paris, est un prêtre catholique et militant antimaçonnique français. Il fonde le "Comité antimaçonnique de Paris" en 1892.

## Biographie
Il publie des écrits dans les mensuels La Croix et Le Pèlerin sous le pseudonyme de Gabriel Soulacroix. En 1892, Amand-Joseph Fava, évêque de Grenoble, lui cède sa revue, La Franc-maçonnerie démasquée. Dans cette revue, il dénoncera des listes nominatives de personnalités maçonniques.
Il jouera un rôle clé d'intermédiaire lors de l'Affaire des fiches entre Jean-Baptiste Bidegain et Jean Guyot de Villeneuve.

## Œuvres
- Ni Francs ni Maçons
- La Franc-Maçonnerie et la France
- La Franc-Maçonnerie et l'enfant
- La Franc-Maçonnerie et la jeunesse
- La Franc-Maçonnerie et l'armée
- La Franc-Maçonnerie et Jeanne d'Arc